# Bergelmir (måne)
Bergelmir  är en av Saturnus månar. Den upptäcktes av Scott S. Sheppard, David C. Jewitt, Jan Kleyna och Brian G. Marsden i december 2004, och gavs den tillfälliga beteckningen S/2004 S 15. Den heter också Saturn XXXVIII.
Bergelmir är ca 6 kilometer i diameter och har ett genomsnittligt avstånd på 18 750 000 kilometer från Saturnus. Den har en lutning av 157° till ekliptikan (134° till Saturnus ekvator), i en retrograd riktning och med en excentricitet på 0,152.
Den namngavs i april 2007 efter Bergelmir som var en jätte i den nordiska mytologin och var sonson till Ymer.